# Давидково
Давидково (болг. Давидково) — село в Болгарии. Находится в Смолянской области, входит в общину Баните. Население составляет 682 человека.

## Политическая ситуация
В местном кметстве Давидково, в состав которого входит Давидково, должность кмета (старосты) исполняет Севда Антимова Чолакова (Болгарская социалистическая партия (БСП)) по результатам выборов.
Кмет (мэр) общины Баните — Райчо Стоянов Данаилов (инициативный комитет) по результатам выборов.